# Роснан Абдул Рахман
Ро́снан Абду́л Рахма́н (малайск. Rosnan Abdul Rahman); (18 января 1972, Покок-Сена, Кедах) — один из ведущих актёров Малайзии, выступающий в пьесах жанра мак йонг.

## Краткая биография
Родился в артистической семье: его отец Абдуллах Аванг — известный актёр мак йонга, а тётя Хатиджа Аванг (1941—2000) — примадонна и Национальный деятель искусств (Seniman Negara). По специальности архитектор — в 2000 году окончил Университет наук Малайзии.

## Творческая деятельность
Стал выступать на сцене ещё в период учёбы в университете (1995—2000). В 2001—2011 гг. выступал в труппе мак йонг «Сри Нилам» Национального дворца Культуры (Istana Budaya), в 2011—2015 в труппе «Киджанг Эмас» Государственного департамента культуры и искусства Малайзии. С 2015 года — заместитель директора Национального дворца Культуры и руководитель труппы «Сри Нилам». Одновременно преподаватель Академии искусств и национального наследия (Akademi Seni Budaya dan Warisan Kebangsaan). Он — единственный актёр-мужчина, который играет роль ведущей мак Йонг (тётушка Йонг) и поэтому называется пак Йонг (дядюшка Йонг).
Принимал участие в постановках мак йонг «Сын раджи Гонданг» 1998), «Младший брат раджи Сакти» (2000), «Дева Индра, Индра Дева» (2006), «Энденг Таджели» (2007—2008), «Великий раджа Сенаяна» (2009), «Волшебный дар принца Гонданга» (2013), малайской опере «Принцесса Саласиах» (2002), монодраме Рахимидина Захари «Шёпот ребаба» (2007—2008), мюзиклах «Принцесса Ханг Ли По» (2004—2005) и «Сюзанна» (2006), драматических спектаклях «Дверь» (1995), «Ас-Шура» (1997) и «Бумажная статуя» (2008). В 2008 году участвовал в съёмках представления мак йонга для архива ЮНЕСКО. Выезжал с гастролями в Нью-Йорк (2007), Париж (2008), Франкфурт (2010), Бангкок (2011), Сингапур (2012),Токио (2014). В 2014 году выступал на банкете, устроенном правительством Малайзии в честь президента США Обамы, находившегося в стране с официальным визитом.
В 2011 г. снялся в роли второго плана в фильме Кхира Рахмана «В бутылке».

## Награды
- Премия камеронского чая в области искусства как выдающемуся актёру мак йонга (2012)[6]